# Trichostylum flavicornis
Trichostylum flavicornis är en tvåvingeart som beskrevs av Malloch 1930. Trichostylum flavicornis ingår i släktet Trichostylum och familjen parasitflugor. Inga underarter finns listade i Catalogue of Life.